# Diecéze Araçatuba
Diecéze Araçatuba je římskokatolická diecéze nacházející se v Brazílii.

## Území
Zahrnuje území 19 měst státu São Paulo: Araçatuba, Andradina, Bento de Abreu, Bilac, Birigui, Brejo Alegre, Castilho, Coroados, Gabriel Monteiro, Guaraçaí, Guararapes, Lavínia, Mirandópolis, Murutinga do Sul, Nova Independência, Piacatu, Rubiácea, Santópolis do Aguapeí, Valparaíso.
Biskupským sídlem je město Araçatuba, kde se nachází hlavní chrám, katedrála Panny Marie z Aparecidy.

## Historie
Diecéze byla zřízena 23. března 1994 bulou Progrediens usque papeže Jana Pavla II. z části území diecéze Lins. Stala se sufragánní diecézí arcidiecéze Botucatu.

## Seznam biskupů
- José Carlos Castanho de Almeida (1994–2003)
  - Maurício Grotto de Camargo (2003–2004) apoštolský administrátor
- Sérgio Krzywy (od 2004)